# Aquileida
Aquileida é um poema épico empreendido pelo poeta latino Estácio. Narra a história de Aquiles, que já havia sido figura central na Ilíada, porém Homero apenas cantou os últimos dias do herói: Estácio vai agora contar toda a sua história. Estácio só chegou a compor o primeiro canto do poema, tendo morrido antes de concluir o segundo.

## Estrutura da obra
Levando em conta a forte influência de Virgílio sobre os poetas épicos flavianos, possivelmente Estácio programava escrever o seu épico em 12 cantos. Infelizmente, como nos diz Dante, o poeta "tombou pelo caminho sob o peso do segundo fardo". Assim, só pôde concluir o primeiro canto da obra e escrever uma parte do segundo canto.

### Canto 1
Estácio inicia sua narrativa quando Tétis, mãe de Aquiles fica sabendo do rapto de Helena por Páris e,sabendo que seu filho será chamado à guerra em cumprimento ao juramento feito por todos os pretendentes de Helena, decide esconder seu filho entre as filhas de Licomedes, rei de Ciro, por medo do destino que o espera em Troia. Estando escondido ente as filhas de Licomedes, Aquiles apaixona-se por uma delas, Deidamia. Entretanto, o adivinho Calcas revela a Ulisses o esconderijo de Aquiles. Ulisses encontra o herói e este, antes de partir, celebra casamento com a filha de Licomedes e revela que ela espera um filho seu: Neoptólemo. Sabe-se que o herói não regressará dessa guerra, posto que segundo a profecia, ele teria de escolher entre uma vida longa e tranquila ou uma vida curta mas gloriosa: Aquiles escolheu a glória.

### Canto 2
Enquanto o navio afasta-se de Ciro, Aquiles trava uma luta interna ente amor e dever (esta cena evoca o canto quarto da Eneida, no qual Eneias vive situação semelhante). A obra é interrompida em meio a um diálogo entre Aquiles e Ulisses.

## Curiosidades
Parece haver certa incongruência na história, uma vez que esse filho que Aquiles deixa ainda no útero de Deidamia, Neoptólemo, terá papel crucial no fim da guerra de Troia, apenas dez anos mais tarde.

## Traduções em língua portuguesa
Infelizmente ainda não possuímos traduções de Estácio em português. Para acessar essa obra, além do texto original é comum que se utilize as traduções espanholas e francesas.